# Euphyia vacillata
Euphyia vacillata là một loài bướm đêm trong họ Geometridae.